# Улубурунски кораб
Улубурунският кораб е потънал кораб от края на 14 век пр.н.е., открит в Средиземно море близо до турския град Каш. Това е един от най-добре изследваните археологически обекти от този вид.

## Изследване
Потъналият кораб е открит от турски гмуркач през 1982 година. Подводните разкопки са извършени в рамките на 11 сезона от 1984 до 1994 година за 6613 часа и 22413 гмуркания. Те са ръководени от Джордж Бас от Института за морска археология. Кърмата на кораба се намира на дълбочина 44 m, а носът – на 52 m. Част от товара е разпръсната до дълбочина от над 60 m.
Корабът е датиран чрез дендрохронология към 1316-1306 пр.н.е., края на бронзовата епоха в региона. Датата е получена от дървата за огрев, открити на борда, а не от корпуса. Тя се съгласува добре и с откритите предмети.

## Корабът
Корабът представлява търговски съд, вероятно от Леванта. Той е дълъг около 15 m, широк около 5 m и може да побере около 20 t товар. Корпусът е силно повреден, но някои части са запазени, донякъде от продуктите на корозията на медните слитъци. Той е построен от ливански кедър по техника с шипови сглобки, позната и от по-късните финикийски, гръцки и римски кораби. Открити са и парчета от гребла, най-голямото от които е дълго 1,7 m и е дебело 7 cm.
Една от най-характерните черти на корабния корпус е наличието на прото-кил – най-ранния пример за този елемент в корабостроенето.
Корабът има поне 24 каменни котви, тежащи между 120 и 210 kg, както и две по-малки с тегло 16-21 kg. Някои от котвите изглежда са резервни и служат и за баласт. Откритите котви с един отвор се срещат често по левантинското крайбрежие, например в Тел Абу Хауам, Угарит и Библос. Други подобни са открити при корабокрушението при нос Гелидония и в Китион в Кипър.
Точният маршрут на кораба е трудно да бъде установен. Вероятно той е тръгнал от Кипър, тъй като основната част от товара, 10 t медни слитъци, е идентифициран, като произлизащ от мините на Аплики и други мини по меднодобивната ос на Соли в северозападен Кипър.
Националността на кораба е предполагаемо ханаанска от региона на северен Израел и Южен Ливан, определена по предварителен петрографски анализ на каменните котви и съдове от корабния камбуз. Превозваните предмети имат различен произход - микенски, кипърски, ханаански, каситски, египетски и асирийски.

## Товар
Корабът превозва:
- 354 (ок 10 t) медни слитъка в типичната форма на волска кожа, първоначално натрупани в четири реда[2]
- Поне 40 калаени слитъка, с много малки примеси на олово; източникът на калая е спорен, но може да е от Тартес в Испания или от територията на Афганистан
- Необработено стъкло
- Египетски абанос
- Слитъци от синьо стъкло за инкрустиране на фаянс или стъкло
- Слонова кост и зъби от хипопотам
- Кехлибар
- Щраусови яйца
- Злато
- 1 t терпентинова смола
- Храна: жълъди, бадеми, смокини, маслини, нарове
- Фаянсови съдове
- Съдове от слонова кост
- Златен бокал
- Златни и сребърни бижута – обеци, пръстени
- Кипърски чаши
- Голяма делва с внимателно подредени кипърски гърнета
- Кани с широко гърло
- Глинени лампи
- Големи питоси
- Набор от бронзови инструменти – може би оборудването на корабния дърводелец
- Бронзова игла с кръгла глава, вероятно с централноевропейски произход
- 6 бр. европейски остриета за стрели, подобни на открити в източната част на Алпите
- Меч с италийски произход
- Каменна церемониална брадва от днешна България или района на Карпатите